# Kosijer Selo
Kosijer Selo – wieś w Chorwacji, w żupanii karlowackiej, w mieście Slunj. W 2011 roku liczyła 5 mieszkańców.